# Gottfried Hummel

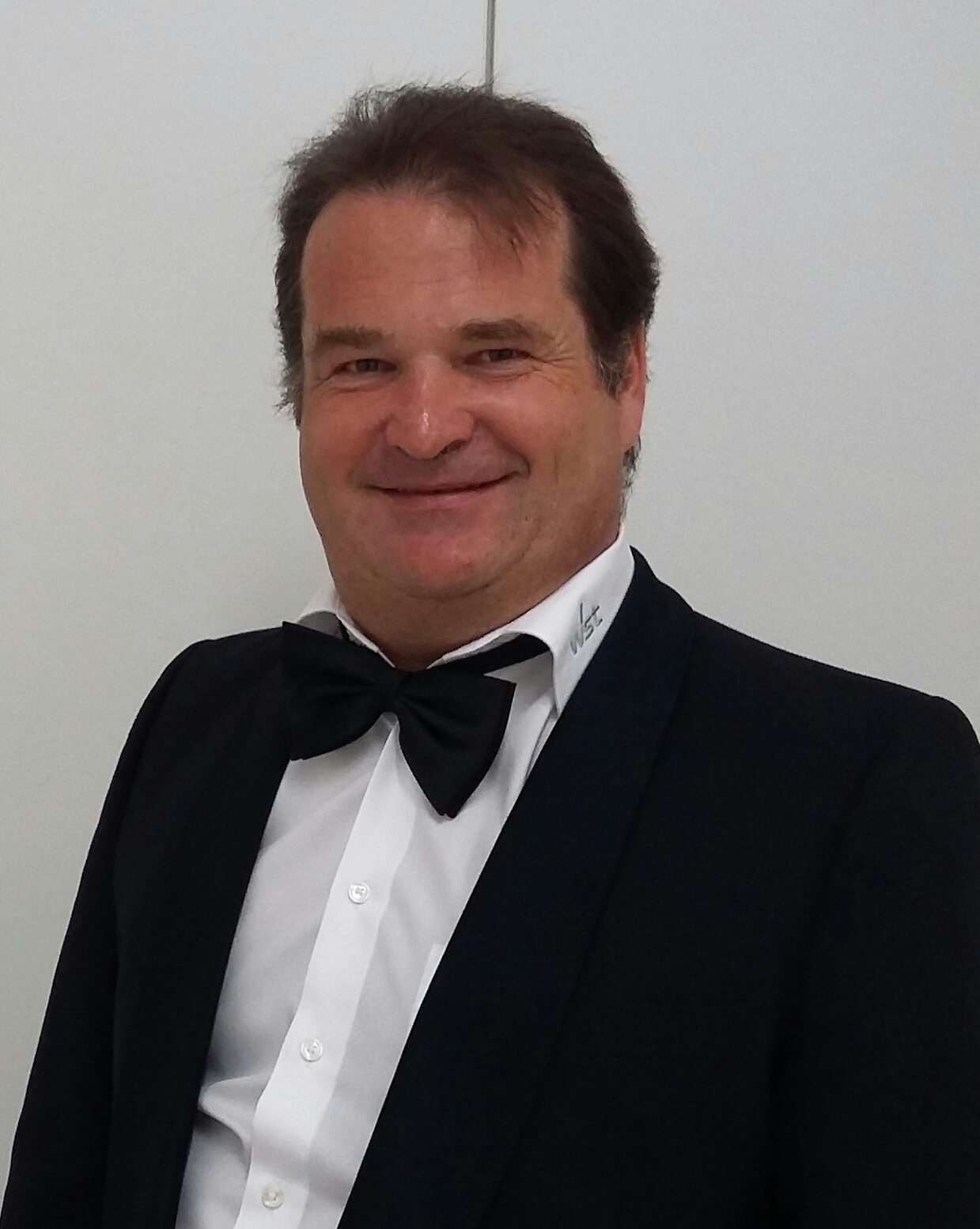
Gottfried Hummel

Gottfried Hummel (* 2. März 1968 in Löffingen) ist ein deutscher Dirigent, Musiklehrer, Komponist und Arrangeur.

## Leben
Hummel machte 1988 sein Abitur am Droste-Hülshoff-Gymnasium in Meersburg mit Leistungsfach Akkordeon. Ab 1990 studierte er am Hohner-Konservatorium in Trossingen und schloss 1994 mit dem Musiklehrerdiplom ab. Seitdem arbeitet er als selbstständiger Musiklehrer. Im Jahr 2000 gründete er die Musikschule Hummel in Löffingen. Im Jahre 2019 gründete Hummel seinen eigenen Musikverlag, die Edition Hummel Ton, dessen Schwerpunkt auf Musik für Akkordeon, Kammermusik und Blasmusik liegt.
Gottfried Hummel war von 1998 bis 2019 Dirigent der Trachtenkapelle Hinterzarten, von 2016 bis 2022 war er Dirigent der Stadtkapelle Tengen. Seit 2020 ist er Dirigent des Musikverein Trachtenkapelle Nussbach und seit 2022 Dirigent beim anerkannt ältesten Blasorchester Deutschlands, der Trachtenkapelle Badenweiler, sowie Verbandsdirigent des Blasmusikverbands Hochschwarzwald.

## Werk
Die Kompositionen und Arrangements Hummels werden in der Akkordeonszene vielfach gespielt. Seine Arrangements reichen von Volksmusik und Schlager bis hin zu Rock, Pop und Klassik. Auch im Bereich Blasmusik ist er mit Kompositionen und Arrangements vertreten.
Als Musikpädagoge entwickelte er diverse Konzepte u. a.für das gemeinsame Musizieren von Spielern aller Altersstufen und Schwierigkeitsgrade in einem Akkordeonorchesters.
In der Serie "light & flexi+" erweiterte er die Möglichkeiten zum gemeinsamen Musizieren von Blasorchester und Akkordeonorchester sowie weiteren Instrumenten und Vokalstimmen. Auch in der Reihe AkkoBrass steht das Musizieren von Akkordeon und Bläsern im Fokus.